# Jardim América (barrio de São Paulo)
Jardim Paulista es un barrio de clase alta ubicado en la zona oeste de la ciudad de São Paulo, Brasil. Administrativamente se encuentra en el distrito de Jardim Paulista y pertenece a la subprefectura de Pinheiros.

## Historia
Proyectado por los ingleses Barry Parker y Raymond Unwin, el barrio fue el primer proyecto inmobiliario brasileño basado en la modalidad cidade-jardim. El proyecto fue encargado por la City of São Paulo Improvements and Freehold Company Limited, también con sede en Inglaterra, que hizo una subdivisión dirigida al público de alto poder adquisitivo. Horacio Belfort Sabino, consuegro de Cesário Cecílio de Assis Coimbra y socio de la City Company en diversos emprendimientos, era propietario de extensas áreas en esta región, incluyendo las que actualmente componen el barrio de Cerqueira César, parte de ellas legadas por su suegro Afonso Augusto Milliet y parte adquiridas a terceros. El objetivo de este experimento urbanístico era ofrecer a los residentes una alta calidad de vida mediante residencias situadas en grandes parcelas ajardinadas, dispuestas en calles arboladas de trazado curvilíneo.
Inicialmente, era propiedad de los coroneles Joaquim y Martim Ferreira da Rosa, con una superficie de 1 091 118 m². El proyecto inicial para el barrio preveía una gran plaza central con cuatro calles diagonales, jardines interiores privados (que integrarían las parcelas) y una avenida principal para acceder a ellas. Sin embargo, esta idea suscitó objeciones por parte de la sociedad de la época. Fueron necesarias adaptaciones, de modo que algunos jardines pasaron a ser semipúblicos, con acceso a través de callejuelas.
Las obras comenzaron en 1913 y terminaron casi dos décadas después, en 1929. Los lotes se regían por diversas restricciones de uso del suelo creadas por la Companhia City: límites de altura, distanciamiento lateral y retranqueos posterior y frontal. El objetivo era garantizar la calidad ambiental, sanitaria y visual de los inmuebles que allí se construirían. Estos procedimientos eran innovadores para la época. Además, el decreto municipal 3227, de 1929, establecía la prohibición de la construcción de edificios no residenciales, lo que le daba un estándar diferente y garantizaba su alto valor.
Hubo largas negociaciones entre la empresa adjudicataria y el ayuntamiento, solicitando mejoras como alumbrado público y servicios de transporte público. Companhia City donó los terrenos en los que se crearon el Club Athletico Paulistano y la Sociedade Harmonia de Tênis, con el objetivo de fomentar la práctica del deporte y la salud de los vecinos del barrio. También se cedieron terrenos para la construcción de la Iglesia Nuestra Señora del Brasil. La sede del Club Athletico Paulistano era el Estadio Jardim América, donde se disputaban los partidos del Campeonato Paulista de Fútbol. El estadio fue demolido en la década de 1950.
Por su inestimable valor paisajístico debido a su ubicación, el barrio y la región de Jardins fueron catalogados como monumento por el CONDEPHAAT en 1986.

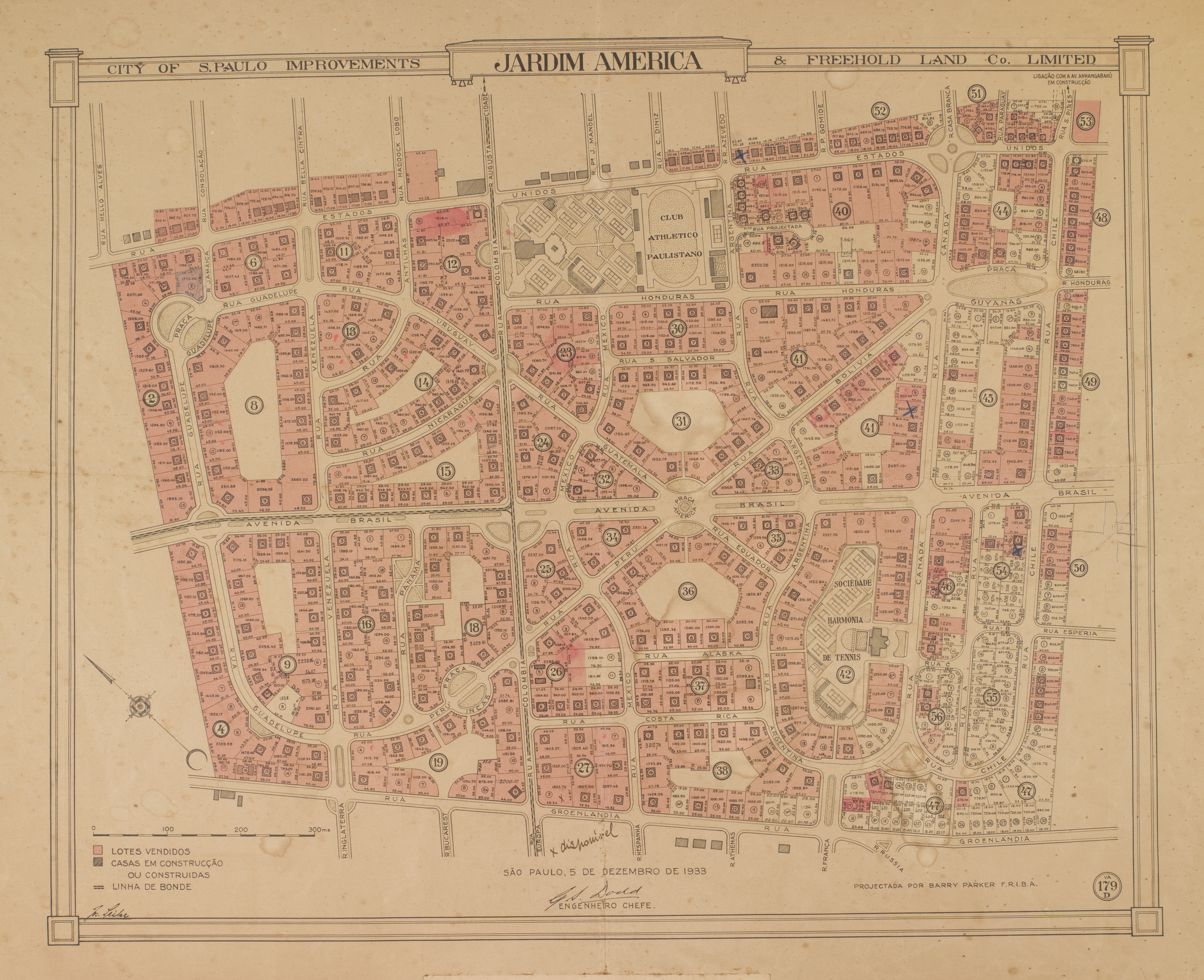
Loteamento Jardim América, City of S. Paulo Improvements & Freehold Land Co. Limited (1933)

.

## Actualidad
Jardim América es uno de los barrios más valorizados de la capital paulista y es el barrio más caro de la ciudad para vivir en una casa y el segundo que más agua consume. También es la residencia de varios miembros de la élite paulistana. Esta clasificado por el CRECI como "Zona de Valor A", al igual que otros barrios de clase alta como Higienópolis, Cidade Jardim e Ibirapuera.
En su territorio se ubican los consulados chino, español, peruano, portugués, ruso y uruguayo.